# Kantar TNS
Kantar TNS, також Taylor Nelson Sofres (TNS) — одна з провідних світових компаній з дослідження ринків і ринкової інформації. Раніше котирувалася на Лондонській фондовій біржі та входила до складу FTSE 250 Index. Фірма була придбана компанією WPP Group у жовтні 2008 року за 1,6 млрд фунтів.

## Історія
Історія компанії TNS як компанії з вивчення ринку почалася в 1946 р. із заснування Національної сімейної думки (англ: National Family Opinion) у США. З тих пір різні злиття та поглинання за участю великих компаній із США, Європи та Азіатсько -Тихоокеанського регіону перетворили початкову компанію на групу компаній Тейлора Нельсона Софреса, або скорочено TNS.

### Шість оригінальних компаній
У 1960-ті було створено шість основних компаній, які сьогодні входять до складу TNS. Починаючи з Національної сімейної думки в 1940 -х роках, Intersearch у США в 1960; потім AGB у Великій Британії у 1962 р.; Sofres у Франції в 1963 році; Frank Small Associates (FSA) в Австралії в 1964 році; Taylor Nelson у Великій Британії в 1965 р. Протягом 60 -х, 70 -х, 80 -х та 90 -х років ці компанії значно зросли як окремі підприємства.
У 1990-ті та перші роки нового тисячоліття відбулася консолідація галузі. У 1991 році AGB об'єдналися з Taylor Nelson, щоб створити Taylor Nelson AGB. У 1992 році Sofres придбав Secodip. У 1997 році Sofres об'єднався з FSA. У 1997 році Sofres придбала Intersearch, а потім об'єдналася з Taylor Nelson AGB, створивши таким чином TNS.
У 1998 році Taylor Nelson Sofres придбав Chilton Market Research, потім CMR у 2000 році та NFO WorldGroup у 2003 році.